# KolibriOS
Kolibri oder KolibriOS ist ein kleines, in x86-Assemblersprache geschriebenes Open-Source-Betriebssystem. Es wurde von MenuetOS abgeleitet und seit etwa 2004 unabhängig weiterentwickelt. Die 64-Bit-Distribution von MenuetOS wird nicht mehr als Open Source angeboten. Seit 2005 hat KolibriOS durch die Quelloffenheit und die dadurch wachsende Entwicklergemeinde eine größere Zahl von Anwenderprogrammen erlangt, bleibt jedoch weiterhin auf 32-Bit-Technologie und Einzelkernbetrieb beschränkt. Das letzte offizielle Update erfolgte mit Version 0.7.7.0 im Dezember 2009; es werden jedoch (Stand 2021) weiterhin regelmäßig Nightly Builds auf der Homepage veröffentlicht.

## Funktionelles
- Bootet von verschiedenen Laufwerken. Kann von Windows gestartet werden (welches dabei heruntergefahren wird), NTFS wird unterstützt.
- Passt auf eine 1,44 MB-Diskette (viele Anwendungen sind komprimiert)
- Präemptives Multitasking, Streams, parallele Ausführung von Systemaufrufen, TCP/IP-Stack
- Grafische Benutzeroberfläche basiert auf VESA
- Development-Kit: Code-Editor mit integriertem Macro-Assembler (FASM)

## System-Mindestanforderungen
- i586-kompatible CPU[3][4]
- 8 MB RAM
- VESA-kompatible Grafikkarte
- Floppy-Diskettenlaufwerk, Festplatte oder CD-Laufwerk
- Tastatur und Maus (COM, PS/2 oder USB)

## Unterstützte Hardware
- Festplatten und einige USB-Sticks. Unterstützte Dateisysteme: FAT12, FAT16, FAT32 (mit langen Dateinamen), NTFS, ext2, ext4 (nur Lesen) und CDFS
- AC’97-Audiocodec-Support bei Chipsätzen von Intel, Nvidia (nForce, nForce2, nForce3 und nForce4), VIA (VT8233, VT8233C, VT8235, VT8237, VT8237R, VT8237R Plus), SIS (7012), ForteMedia (FM801) und Creative Labs (EMU10K1X)
- HD-Audiocodec-Unterstützung bestimmter Motherboards
- AMD- und Intel-Grafikchipsätze